# Xã Geranium, Quận Valley, Nebraska
Xã Geranium (tiếng Anh: Geranium Township) là một xã thuộc quận Valley, tiểu bang Nebraska, Hoa Kỳ. Năm 2010, dân số của xã này là 77 người.